# Сумаїла Кулібалі (1978)
Сумаїла Кулібалі (фр. Soumaila Coulibaly, нар. 15 квітня 1978, Бамако) — малійський футболіст, що грав на позиції півзахисника.
Виступав, зокрема, за клуб «Фрайбург», а також національну збірну Малі.
Володар Кубка Єгипту. Володар Суперкубка КАФ.

## Клубна кар'єра
У дорослому футболі дебютував 1994 року виступами за команду «Джоліба», в якій провів три сезони. 
Протягом 1997—2000 років захищав кольори клубу «Замалек».
Своєю грою за останню команду привернув увагу представників тренерського штабу клубу «Фрайбург», до складу якого приєднався 2000 року. Відіграв за фрайбурзький клуб наступні сім сезонів своєї ігрової кар'єри. Більшість часу, проведеного у складі «Фрайбурга», був основним гравцем команди.
Згодом з 2007 по 2010 рік грав у складі команд «Боруссія» (Менхенгладбах) та «Франкфурт».
Завершив ігрову кар'єру у команді «Яньбянь Фуде», за яку виступав протягом 2011—2012 років.

## Виступи за збірну
У 1995 році дебютував в офіційних матчах у складі національної збірної Малі.
У складі збірної був учасником Кубка африканських націй 2002 року у Малі, Кубка африканських націй 2004 року у Тунісі.
Загалом протягом кар'єри в національній команді, яка тривала 15 років, провів у її формі 59 матчів, забивши 6 голів.

## Титули і досягнення
- Володар Кубка Єгипту (1):

«Замалек»: 1998-1999
- Володар Суперкубка КАФ (1):

«Замалек»: 1997